# Ophrys

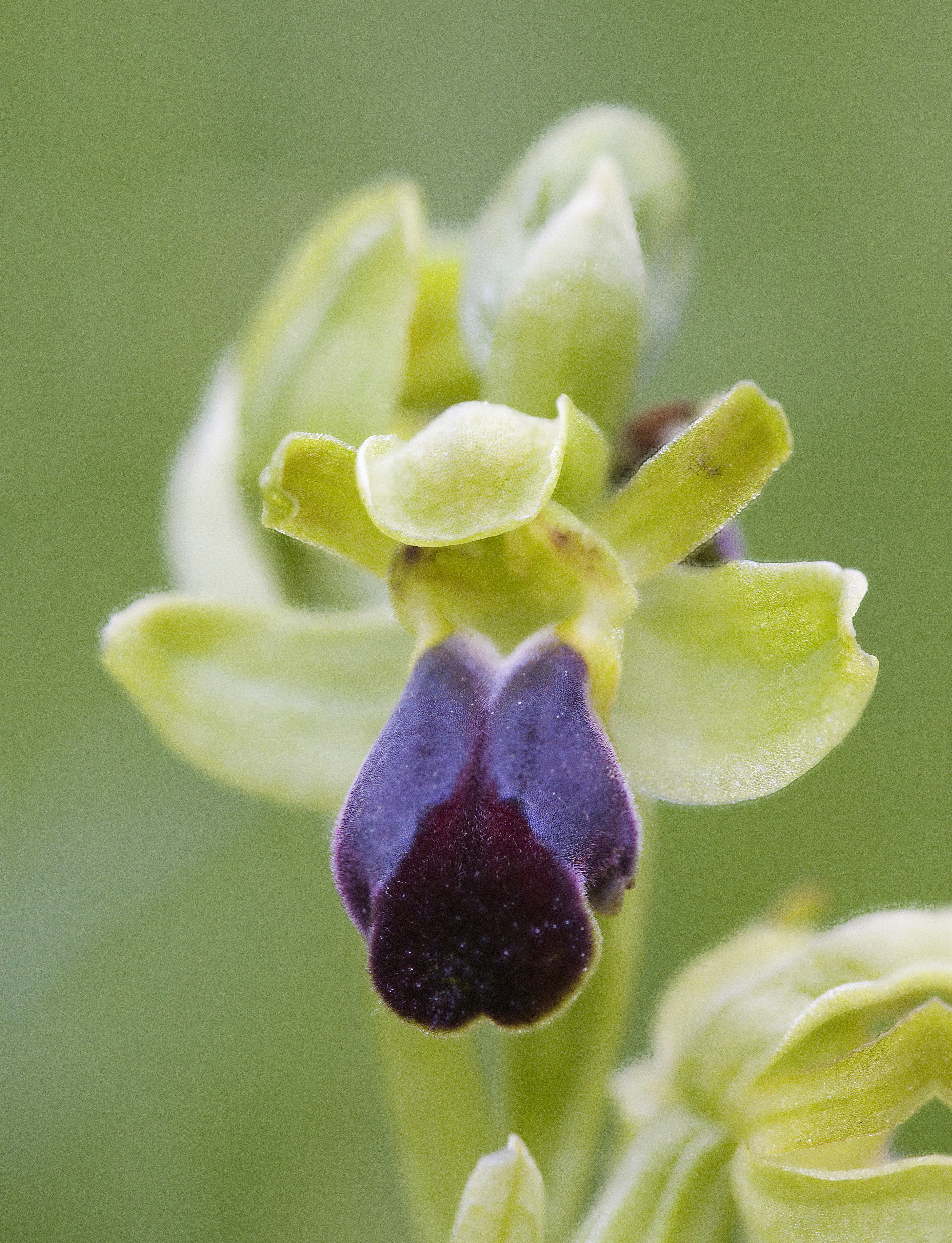
Ophrys sulcata - Museu de Toulouse

Ófris (Ophrys) é um género botânico pertencente à família das orquidáceas.

## Espécies
1. Ophrys alasiatica Kreutz, Segers & H.Walraven, J. Eur. Orchideen 34: 480 (2002).
2. Ophrys apifera Huds., Fl. Angl.: 340 (1762).
3. Ophrys argolica Fleischm., Verh. K. K. Zool.-Bot. Ges. Wien 69: 295 (1919).
4. Ophrys atlantica Munby, Bull. Soc. Bot. France 3: 108 (1856).
5. Ophrys bertolonii Moretti, Quibus. Pl. Ital. 6: 9 (1823).
6. Ophrys bombyliflora Link, J. Bot. (Schrader) 1799(2): 325 (1800).
7. Ophrys cilicica Schltr., Repert. Spec. Nov. Regni Veg. 19: 45 (1923).
8. Ophrys clara F.M.Vázquez & S.Ramos, J. Eur. Orch. 37: 818 (2005).
9. Ophrys delforgei Devillers-Tersch. & Devillers, Naturalistes Belges 87(Orchid. 19): 62 (2006).
10. Ophrys druentica P.Delforge & Viglione, Naturalistes Belges 87(Orchid. 19): 134 (2006).
11. Ophrys ferrum-equinum Desf., Ann. Mus. Hist. Nat. 10: 226 (1807).
12. Ophrys flavomarginata (Renz) H.Baumann & Künkele, Mitt. Arbeitskreis Heimische Orchid. Baden-Württemberg 13: 301 (1981).
13. Ophrys fuciflora (F.W.Schmidt) Moench, Suppl. Meth.: 311 (1802).
14. Ophrys fusca Link, J. Bot. (Schrader) 2: 324 (1799).
15. Ophrys insectifera L., Sp. Pl.: 948 (1753).
16. Ophrys isaura Renz & Taubenheim, Orchidee (Hamburg) 31: 240 (1980).
17. Ophrys kojurensis Gölz, J. Eur. Orch. 38: 86 (2006).
18. Ophrys kopetdagensis K.P.Popov & Neshat., Izv. Akad. Nauk Turkmensk. S.S.R., Ser. Biol. Nauk 1982(4): 17 (1982).
19. Ophrys kotschyi H.Fleischm. & Soó, Notizbl. Bot. Gart. Berlin-Dahlem 9: 908 (1926).
20. Ophrys latakiana M.Schönfelder & H.Schönfelder, Ber. Arbeitskreis. Heimische Orchid. 18: 13 (2001).
21. Ophrys lepida S.Moingeon & J.-M.Moingeon, Orchidophile (Asnières) 166: 174 (2005).
22. Ophrys lunulata Parl., Giorn. Sci. Sicilia 62: 4 (1838).
23. Ophrys lutea (Gouan) Cav., Icon. 2: 46 (1793).
24. Ophrys lycia Renz & Taubenheim, Orchidee (Hamburg) 31: 237 (1980).
25. Ophrys omegaifera Fleischm., Oesterr. Bot. Z. 74: 184 (1925).
26. Ophrys polyxo J.Mast, M.-A.Garnier, Devillers-Tersch. & Deviller, Naturalistes Belges 86(Orchid. 18): 156 (2005).
27. Ophrys pseudoatrata S.Hertel & Presser, J. Eur. Orch. 38: 516 (2006).
28. Ophrys pseudomammosa Renz, Repert. Spec. Nov. Regni Veg. 25: 262 (1928).
29. Ophrys reinholdii Spruner ex Fleischm., Oesterr. Bot. Z. 57: 5 (1908).
30. Ophrys schulzei Bornm. & Fleischm., Mitth. Thüring. Bot. Vereins, n.s., 28: 60 (1911).
31. Ophrys scolopax Cav., Icon. 2: 46 (1793).
32. Ophrys speculum Link, J. Bot. (Schrader) 2: 324 (1799 publ. 1800), nom. cons.
33. Ophrys sphegodes Mill., Gard. Dict. ed. 8: 8 (1768).
34. Ophrys tenthredinifera Willd., Sp. Pl. 4: 67 (1805).
35. Ophrys turcomanica Renz, in Fl. Iran. 126: 85 (1978).
36. Ophrys umbilicata Desf., Ann. Mus. Hist. Nat. 10: 227 (1807).